# Rhypholophus oregonicus
Rhypholophus oregonicus là một loài ruồi trong họ Limoniidae. Chúng phân bố ở miền Tân bắc.